# 岳麓書院蔵秦簡
岳麓書院蔵秦簡（がくろくしょいんぞうしんかん）は、中国の湖南大学岳麓書院が所蔵する秦代の簡牘である。

## 概要
2007年12月、湖南大学岳麓書院は大学の支援を受けて、香港から秦簡を購入した。竹簡の総数は2100枚、そのうち完整簡は1300枚あまりである。これとは別に2008年8月、香港の収蔵家が竹簡76枚を岳麓書院に寄贈した。
内容は、「質日」「為吏治官及黔首」「占夢書」「数書」「奏讞書」「秦律雑抄」「秦令雑抄」の7種に分類される。